# Brofjorden
58°20′N 11°23′Ø / 58.333°N 11.383°Ø
Brofjorden er en fjord som ligger i Lysekils kommun i Bohuslän i Sverige og  den skærer fra sydvest i nordøstlig retning ind mellem halvøerne Stångenäset og Härnäset. Den ligger midt mellem Gullmarsfjorden og Åbyfjorden og er den mindste af de tre fjorde.
Ved Brofjorden ligger Sveriges største oliehavn, Brofjorden Preemraff, som er Sveriges næststørste havn. Alle kajanlæggene ved Brofjorden ejes af Preemraff Lysekil.
Midt i fjorden ligger den 61 hektar store ø  Ryxö, som også er naturreservat.